# Кале (супутник)
Кале (грец. Καλη) — супутник Юпітера, відомий також під назвою Юпітер XXXVII. 

## Відкриття
Відкритий 9 грудня 2001 року групою астрономів з Гавайського університету під керівництвом Скотта Шеппарда. Отримав тимчасове значення S/2001 J 8 . У серпні 2003 Міжнародний астрономічний союз присвоїв супутнику офіційну назву Кале, в честь харит з грецької міфології .

## Орбіта
Супутник проходить повний оберт навколо Юпітера на відстані приблизно 23 217 000 км за 729 діб, 11 години та 17 хвилин. Орбіта має ексцентриситет 0,2599°. Нахил ретроградної орбіти до локальної площини Лапласа 164,996°. Знаходиться у групі Карме.

## Фізичні характеристики
Діаметр Кале приблизно 2 кілометри. Оціночна густина 2,6 г/см³. Супутник складається переважно з силікатних порід. Дуже темна поверхня має альбедо 0,04. Зоряна величина дорівнює 23m.     